# Melosira nummuloides
 (mars 2021).
Si vous disposez d'ouvrages ou d'articles de référence ou si vous connaissez des sites web de qualité traitant du thème abordé ici, merci de compléter l'article en donnant les références utiles à sa vérifiabilité et en les liant à la section « Notes et références ».
Espèce
Melosira nummuloides, est une espèce d’algues unicellulaires de la famille des Melosiraceae, dans la division des Bacillariophyta. C’est l’espèce type du genre Melosira.

## Structure
Melosira nummuloides présente une symétrie radiale, elle fait donc partie du groupe des diatomées centriques. 
La diamètre de ces cellules cylindriques oscille entre 10 et 14 µm. Elles sont entourées d'une carina (qui est une structure plate en forme de collier) et constituées de gouttelettes lipidiques, de plastes et d'un noyau. Cette algue fait partie des phytoplanctons qui ont une paroi cellulaire siliceuse : le frustule.

## Milieu et mode de vie
Cette algue marine vit à la surface du substrat. C'est un organisme épibenthique qu'on retrouve dans l'eau froide, saumâtre et salée.

## Reproduction
Cette espèce faisant partie des diatomées centriques, la fécondation se fait par oogamie. Le gamète mâle, mobile grâce à son flagelle, rejoint le gamète femelle (immobile dans le frustule) en pénétrant dans l'oogone par une fissure du frustule.

## Synonyme
Melosira nummuloides a pour synonyme selon AlgaeBase (6 mars 2021) :
- Melosira nummularioides Chevalier 1836

Melosira nummuloides n’est pas synonyme de Melosira discigera (Dillwyn) C.Agardh 1824 qui a pour basionyme Conferva nummuloides Dillwyn (synonyme remplacé).